# Abuta rufescens
Abuta rufescens là một loài thực vật có hoa trong họ Biển bức cát. Loài này được Aubl. mô tả khoa học đầu tiên năm 1775.

## Hình ảnh

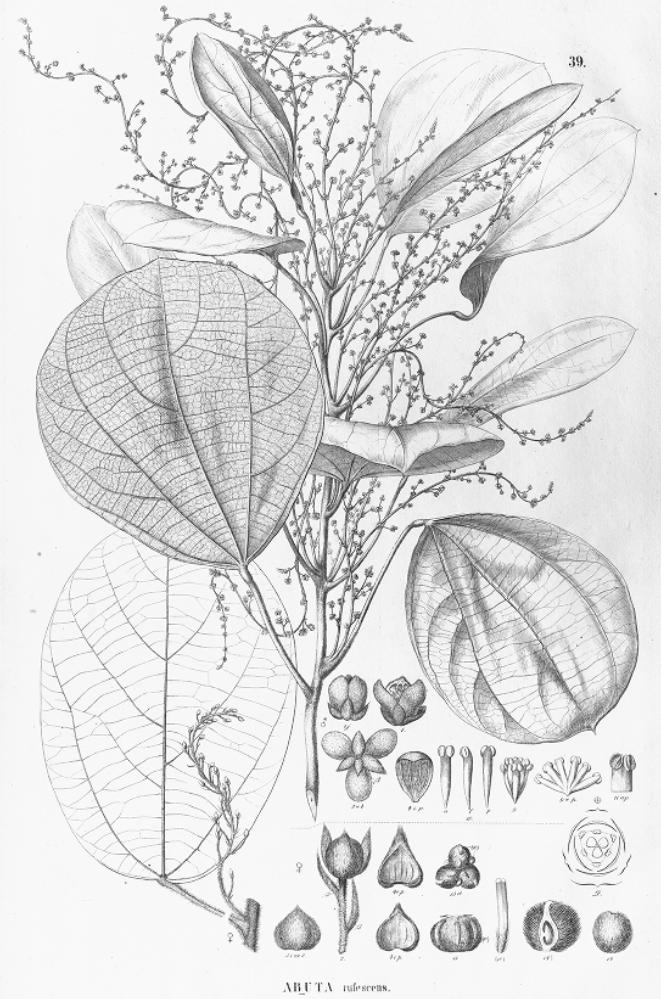